# عرق شاش 002
عرش شاش 002 (بالإنجليزية: Erg Chech 002)‏ هو نيزك أنديزيت قديم تم اكتشافه في منطقة عرق شاش في الصحراء الكبرى في الجزائر. يُعتقد أنه جزء من كوكب أولي كوندريت عمره أكثر من 4.656 مليار سنة، ويُعتقد أنه أقدم صخرة بركانية معروفة على الأرض.

## روابط خارجية
- عرق شاش 002 في قاعدة بيانات النشرة الجوية الأمريكيّة